# 1PS
원피스(1PS)는 2014년 3월 3일에 데뷔한 대한민국의 4인조 걸그룹이다.앨범《The First Score》로 데뷔했다.